# Peribatodes millierata
Peribatodes millierata là một loài bướm đêm trong họ Geometridae.